# Maestro Valderas
Maestro Valderas foi um prelado católico romano que serviu como arcebispo de São Domingos (1647–1648).

## Biografia
Maestro Valderas foi ordenado frade na Ordem da Bem-Aventurada Virgem Maria da Misericórdia. Em 1647, foi escolhido pelo Rei da Espanha e confirmado pelo Papa Inocêncio X como Arcebispo de São Domingos, servindo nesta posição até à sua renúncia em 1648.